# 597

## Události
- Augustin z Canterbury se stal canterburským arcibiskupem

## Úmrtí
- 24. května – Simeon Stylita mladší, teolog a anachoreta, katolický a pravoslavný světec (* 521)
- 9. červen – svatý Kolumba, misionář ve Skotsku a Irsku (* 7. prosinec 521)
- ? – Fredegunda, francká královna, žena Chilpericha I.

## Hlavy států
- Papež – Řehoř I. Veliký (590–604)
- Byzantská říše – Maurikios (582–602)
- Franská říše – Chlothar II. (584–629)
  - Orléans/Burgundsko – Theuderich II. (595–613)
  - Mety – Theudebert II. (595–612)
- Anglie
  - Wessex – Ceol (592–597) » Ceolwulf (597–611)
  - Essex – Sledda (587–604)
- Perská říše – Husrav II. (590, 591–628)